# Hanna Hanisch
Hanna Hanisch (* 1920 in Thüringen; † 19. November 1992) war eine deutsche Schriftstellerin.

## Leben
Hanna Hanisch lebte in Goslar. Sie war Verfasserin von Kinderbüchern, von denen vor allem die beiden Sammlungen „Drei-Minuten-Geschichten“ (erschienen 1976, Gesamtauflage bis 1998 über 110.000 Exemplare) und „Kopfkissen-Geschichten“ (erschienen 1981, Auflage bis 1997 über 60.000 Exemplare) große Verkaufserfolge waren. Daneben veröffentlichte Hanisch eine große Zahl von Texten für das Schul- und Amateurtheater. Hanna Hanisch war Mitglied des Friedrich-Bödecker-Kreises.

## Werke
- Die Bremer Stadtmusikanten, Rotenburg a.d. Fulda 1951 (zusammen mit Rolf Hanisch)
- Die Prinzessin auf der Erbse, Weinheim/Bergstr. 1952 (zusammen mit Rolf Hanisch)
- Sechse kommen durch die Welt, Weinheim/Bergstr. 1954 (zusammen mit Rolf Hanisch)
- Der Kaiser im Hemd, München 1955 (zusammen mit Rolf Hanisch)
- Doktor Allwissend, Weinheim/Bergstr. 1956 (zusammen mit Rolf Hanisch)
- Hans im Glück, Weinheim/Bergstr. 1956 (zusammen mit Rolf Hanisch)
- Die Katze läßt das Mausen nicht, Weinheim/Bergstr. 1957 (zusammen mit Rolf Hanisch)
- Wettlauf in Buxtehude, Weinheim/Bergstr. 1957 (zusammen mit Rolf Hanisch)
- Das Abenteuer im Walde, Weinheim/Bergstr. 1958
- Hände weg vom Lebkuchenmann, Weinheim/Bergstr. 1958 (zusammen mit Rolf Hanisch)
- Das Lumpengesindel, Weinheim/Bergstr. 1958 (zusammen mit Rolf Hanisch)
- Rübezahl, Weinheim/Bergstr. 1959 (zusammen mit Rolf Hanisch)
- Wer hat Tips und Taps gesehn?, Weinheim/Bergstr. 1959 (zusammen mit Rolf Hanisch)
- Matten aus Isfahan, Weinheim/Bergstr. 1960 (zusammen mit Rolf Hanisch)
- Das Töpfchen Trippeltrapp, Weinheim/Bergstr. 1960 (zusammen mit Rolf Hanisch)
- Unsere Nachbarn aus Sankt-Dodo, Weinheim/Bergstr. 1960 (zusammen mit Rolf Hanisch)
- Vom Mohren, der die Krippe fand, Weinheim/Bergstr. 1960 (zusammen mit Rolf Hanisch)
- Michel, fang die Arbeit an!, Weinheim/Bergstr. 1961 (zusammen mit Rolf Hanisch)
- Als der Stern gesungen hat, Weinheim/Bergstr. 1962 (zusammen mit Rolf Hanisch)
- Auf dem Scherbelberge, Weinheim/Bergstr. 1962 (zusammen mit Rolf Hanisch)
- Ein Fremder kam nach Buchara, Weinheim/Bergstr. 1962 (zusammen mit Rolf Hanisch)
- Gut und auch nicht gut, Weinheim/Bergstr. 1962 (zusammen mit Rolf Hanisch)
- Heiner, Klein-Heiner, wenn Weihnachten ist, Weinheim/Bergstr. 1962 (zusammen mit Rolf Hanisch)
- Kantipper-Kantapper, Weinheim/Bergstr. 1962 (zusammen mit Rolf Hanisch)
- Letiko und andere Märchen, Frankfurt a. M. 1962
- Niklaus, zieh die Stiefel an, Weinheim/Bergstr. 1962
- Wolln wir wetten!, Weinheim/Bergstr. 1962 (zusammen mit Rolf Hanisch)
- Das Häuschen der Frau Susewitt, Weinheim/Bergstr. 1963 (zusammen mit Rolf Hanisch)
- Hasenbesuch, Weinheim/Bergstr. 1963 (zusammen mit Rolf Hanisch)
- Der kleine Herr Pucha und sein Hähnchen Koko, Oldenburg [u. a.] 1963 (zusammen mit Katharina Maillard)
- Nur das Herz kann Antwort geben, Weinheim/Bergstr. 1963 (zusammen mit Rolf Hanisch)
- Pechvogel und Glückskind, Weinheim/Bergstr. 1963 (zusammen mit Rolf Hanisch)
- Das Spiel vom grünen Tannenbaum, Weinheim/Bergstr. 1963 (zusammen mit Rolf Hanisch)
- Bukolla, Frankfurt a. M. 1964
- Drei Freier im Haus, Weinheim/Bergstr. 1964 (zusammen mit Rolf Hanisch)
- Herr Blaubart ritt nach Amsterdam, Weinheim/Bergstr. 1964 (zusammen mit Rolf Hanisch)
- Jeden Morgen um halb acht, Weinheim/Bergstr. 1964 (zusammen mit Rolf Hanisch)
- Nicht singen, Margarete, Weinheim/Bergstr. 1964 (zusammen mit Rolf Hanisch)
- Die Perle, Weinheim/Bergstr. 1964 (zusammen mit Rolf Hanisch)
- Ein Schlitten von Sankt Nikolaus, Weinheim/Bergstr. 1964 (zusammen mit Rolf Hanisch)
- Schneeweiß und Rosenrot, Weinheim/Bergstr. 1964 (zusammen mit Rolf Hanisch)
- Ein Tag im Advent, Weinheim/Bergstr. 1964 (zusammen mit Rolf Hanisch)
- Taler, Taler, du mußt wandern, Weinheim/Bergstr. 1964 (zusammen mit Rolf Hanisch)
- Eine Wette um Malika, Weinheim/Bergstr. 1964 (zusammen mit Rolf Hanisch)
- So treiben wir den Winter aus, Weinheim/Bergstr. 1965 (zusammen mit Rolf Hanisch)
- Einer von uns, Weinheim/Bergstr. 1965 (zusammen mit Rolf Hanisch)
- Bei Mutter Krause stimmt was nicht, Weinheim/Bergstr. 1966 (zusammen mit Rolf Hanisch)
- Drei flotte Burschen, Weinheim/Bergstr. 1966 (zusammen mit Rolf Hanisch)
- Er war unter uns, Weinheim/Bergstr. 1966 (zusammen mit Rolf Hanisch)
- Die guten Gaben von Maladur, Weinheim/Bergstr. 1966 (zusammen mit Rolf Hanisch)
- Ein Haus in Palermo, Weinheim/Bergstr. 1966 (zusammen mit Rolf Hanisch)
- Heißt du etwa Rumpelstilz?, Weinheim/Bergstr. 1966 (zusammen mit Rolf Hanisch)
- Obolus 13, Weinheim/Bergstr. 1966 (zusammen mit Rolf Hanisch)
- Sind alle Kinder da?, Weinheim/Bergstr. 1966 (zusammen mit Rolf Hanisch)
- Der süße Brei. Drei Geißlein, Weinheim/Bergstr. 1966 (zusammen mit Rolf Hanisch)
- Was fürs Fieber, Weinheim/Bergstr. 1966 (zusammen mit Rolf Hanisch)
- Wer immer hinterm Ofen sitzt, Weinheim/Bergstr. 1966 (zusammen mit Rolf Hanisch)
- Würzelchen, Frankfurt a. M. 1966
- Aschenputtel, Weinheim/Bergstr. 1967 (zusammen mit Rolf Hanisch)
- Die Auszeichnung, Weinheim/Bergstr. 1967 (zusammen mit Rolf Hanisch)
- Großväterchen, zieh, Weinheim/Bergstr. 1967 (zusammen mit Rolf Hanisch)
- Der Garten des Herrn Peligran, Weinheim/Bergstr. 1968 (zusammen mit Rolf Hanisch)
- Der kleine Nachtwächter und der Bär, Weinheim/Bergstr. 1968 (zusammen mit Rolf Hanisch)
- König Kater, Oldenburg [u. a.] 1968 (zusammen mit Katharina Maillard)
- Vom Bäumlein, das andere Blätter hat gewollt, Weinheim/Bergstr. 1968 (zusammen mit Rolf Hanisch)
- Vom Büblein, das überall hat mitgenommen sein wollen, Weinheim/Bergstr. 1968 (zusammen mit Rolf Hanisch)
- Wir bauen unsere Schule, Weinheim/Bergstr. 1968 (zusammen mit Rolf Hanisch)
- Als der Esel sein Hufeisen verlor, Weinheim/Bergstr. 1969 (zusammen mit Rolf Hanisch)
- Apartes Modell gesucht, Weinheim/Bergstr. 1969 (zusammen mit Rolf Hanisch)
- Zwölf mit der Post, Weinheim/Bergstr. 1969 (zusammen mit Rolf Hanisch)
- Ein Hut aus Paris, Weinheim/Bergstr. 1970 (zusammen mit Rolf Hanisch)
- Jakob und die Räuber, Weinheim/Bergstr. 1970 (zusammen mit Rolf Hanisch)
- Meine Schwester Bäbä, Weinheim/Bergstr. 1970 (zusammen mit Rolf Hanisch)
- Schule zweitausend, Weinheim/Bergstr. 1970 (zusammen mit Rolf Hanisch)
- Der Dieb kam gegen neun, Weinheim (Bergstraße) 1971 (zusammen mit Rolf Hanisch)
- Hier Praxis Doktor Wunderlich!, Weinheim (Bergstraße) 1971 (zusammen mit Rolf Hanisch)
- Interview mit SOB, Weinheim (Bergstraße) 1971 (zusammen mit Rolf Hanisch)
- Der kleine Schornsteinfeger bringt Glück, Weinheim (Bergstraße) 1971 (zusammen mit Rolf Hanisch)
- Das Rendezvous, Weinheim (Bergstraße) 1971 (zusammen mit Rolf Hanisch)
- Schuß bis zum Schluß, Weinheim (Bergstraße) 1971 (zusammen mit Rolf Hanisch)
- Zehn Minuten nach zehn, Weinheim (Bergstraße) 1971 (zusammen mit Rolf Hanisch)
- Frederick, Weinheim (Bergstraße) 1972
- Die Hellseherin, Weinheim (Bergstraße) 1972 (zusammen mit Rolf Hanisch)
- Herr Kleinholz lebt auf großem Fuß, Weinheim (Bergstraße) 1972 (zusammen mit Rolf Hanisch)
- Kasimir und Kasimir, Weinheim (Bergstraße) 1972 (zusammen mit Rolf Hanisch)
- Blumen für Kuselmann. Die Auskunft. Weitere Erwärmung im Süden, Weinheim (Bergstraße) 1973 (zusammen mit Rolf Hanisch)
- Brummelbaß und Pfeffernüsse, Weinheim (Bergstraße) 1973 (zusammen mit Rolf Hanisch)
- Der Einkauf, Weinheim (Bergstraße) 1973 (zusammen mit Rolf Hanisch)
- Frieden für drei Tage, Weinheim (Bergstraße) 1973 (zusammen mit Rolf Hanisch)
- Die Katze mit der Brille, Weinheim (Bergstraße) 1973 (zusammen mit Rolf Hanisch)
- Klein-Robins Weihnachtslied, Weinheim (Bergstraße) 1973
- Nur nicht gleich die Nerven verlieren, Weinheim (Bergstraße) 1973 (zusammen mit Rolf Hanisch)
- Die Sache mit dem Hemd, Weinheim (Bergstraße) 1973 (zusammen mit Rolf Hanisch)
- Wir bauen eine kunterbunte Welt, Weinheim (Bergstraße) 1973 (zusammen mit Rolf Hanisch)
- Kommt ein Tag in die Stadt, Weinheim (Bergstraße) 1974 (zusammen mit Rolf Hanisch)
- Swimmy, Weinheim (Bergstraße) 1974 (zusammen mit Rolf Hanisch)
- The townfiddlers, Weinheim (Bergstraße) 1974 (zusammen mit Rolf Hanisch)
- Was ist los in Viertelland?, Weinheim (Bergstraße) 1974 (zusammen mit Rolf Hanisch)
- Frohe Weihnacht allerseits, Weinheim (Bergstraße) 1975 (zusammen mit Rolf Hanisch)
- Hilfe, wo steckt Axel?, Weinheim (Bergstraße) 1975 (zusammen mit Rolf Hanisch)
- Das Pferd Flakterak, Weinheim/Bergstraße 1975 (zusammen mit Rolf Hanisch)
- Drei-Minuten-Geschichten, Reinbek bei Hamburg 1976
- Wer gießt den Zuckertütenbaum?, Weinheim/Bergstraße 1976 (zusammen mit Rolf Hanisch)
- Was halten Sie von Weihnachten, Weinheim/Bergstraße 1977
- Weihnachtsabend gegen sechs, Weinheim/Bergstraße 1977 (zusammen mit Rolf Hanisch)
- Was ist denn heut im Stalle los?, Weinheim/Bergstraße 1978
- Hurra, wir haben ein Gespenst geerbt, Weinheim/Bergstraße 1979
- Martin geht die Straße lang, Freiburg im Breisgau [u. a.] 1979
- Die verflixten Eumel, Weinheim/Bergstraße 1979
- Joko und Filipap, Hannover 1980
- Julias Haus, Hollenstieg 17, Freiburg im Breisgau [u. a.] 1980
- Die Regenmaus, Weinheim/Bergstraße 1980
- Die sieben Raben, Weinheim (Bergstraße) 1980
- Kopfkissen-Geschichten, Reinbek bei Hamburg 1981
- Moritz und das Rottoplott, Weinheim/Bergstraße 1981
- Treffpunkt siebzehn Uhr, Weinheim/Bergstraße 1981
- Fabian und sein Freund Bürste, Freiburg im Breisgau [u. a.] 1982
- Der goldene Prinz, Weinheim/Bergstr. 1982
- Der Heultopf, Weinheim/Bergstr. 1982 (zusammen mit Rolf Hanisch)
- Als Onkel Jonas verzaubert war und andere Tag- und Nachtgeschichten, Aarau [u. a.] 1983
- Fast ein Weihnachtsspiel, Weinheim/Bergstraße 1983
- Gustav und Jule kommen in die Schule, Weinheim/Bergstraße 1983
- Mule will auch in die Schule, Freiburg im Breisgau [u. a.] 1983
- Mittwochabend-Geschichten, Reinbek bei Hamburg 1984
- Oma gesucht, Weinheim/Bergstraße 1985
- Was für eine anstrengende Familie!, Weinheim/Bergstraße 1985
- Das große Tam-Tam, Reinbek bei Hamburg 1986
- Mein blauer Esel Pim, Reinbek bei Hamburg 1989
- Neue Drei-Minuten-Geschichten, Reinbek bei Hamburg 1990
- Schuhe auf dem Tisch, Weinheim/Bergstraße 1990
- Der Weihnachtspunsch, Weinheim/Bergstraße 1991
- Sie nannten ihn Katze, Reinbek bei Hamburg 1993
- Das Schiff der Riesen, Recklinghausen 1995 (zusammen mit Rolf Hanisch)

## Herausgeberschaft
- Die Maus sitzt in der Uhr, Weinheim (Bergstraße) 1975 (herausgegeben zusammen mit Rolf Hanisch)
- Heller Stern geh uns voran, Weinheim/Bergstraße 1980 (herausgegeben zusammen mit Rolf Hanisch)
- Kasper ist mein bester Freund, Weinheim 1982 (herausgegeben zusammen mit Rolf Hanisch)
- Hoppla, da kommt ein Riese!, Weinheim 1985 (herausgegeben zusammen mit Rolf Hanisch)